# 파크로쉬
파크로쉬(PARK ROCHE)는 강원특별자치도 정선군 북평면에 위치해 있으며 지하2층~지상12층 총204실 규모로 조성되었다. 2018년 평창 동계 올림픽 기간 동안에 올림픽 관계자 지원숙소로 활용되었으며 올림픽이 끝난 2018년 3월부터 웰니스 리조트로 본격 운영을 시작했다.

## 개요
파크로쉬(PARK ROCHE)는 현대산업개발이 소유하고 계열사 호텔아이파크가 운영하는 웰니스 리조트이다. 설계는 이공 종합건축사무소 류춘수 대표가 맡았으며 가리왕산의 산세와 날개 모양을 형상화하여 주변 자연에 순응하는 조화로운 모습을 특징으로 한다.
또한 영국 출신의 아티스트 리차드우즈(Richard Woods)와의 콜라보레이션을 통해 자연에서 모티브를 얻은 다양한 패턴으로 건물과 공간에 작품을 설치하였다. 산, 자작나무, 나뭇잎, 바위, 돌 등 정선의 자연과 정선으로 오는 여정을 색채와 패턴으로 표현하였다.

## 같이 보기
- 대한민국의 호텔 목록
- 호텔아이파크
- 현대산업개발
- 파크 하얏트 부산
- 현대산업개발그룹